# کیزانوئوا (پیمونت)
کیزانوئوا (به ایتالیایی: Chiesanuova) یک کومونه در ایتالیا است که در استان تورین واقع شده‌است. کیزانوئوا ۴٫۰ کیلومتر مربع مساحت و ۲۱۶ نفر جمعیت دارد و ۶۶۴ متر بالاتر از سطح دریا واقع شده‌است.